# Paraschizidium atticum
Paraschizidium atticum is een pissebed uit de familie Armadillidiidae. De wetenschappelijke naam van de soort is voor het eerst geldig gepubliceerd in 1992 door Sfenthourakis.